# Área de Conservação da Paisagem de Vahtrepa
A Área de Conservação da Paisagem de Vahtrepa é um parque natural localizado no condado de Hiiu, na Estónia.
A área do parque natural é de 1395 hectares.
A área protegida foi fundada em 1962 para proteger os penhascos de Kallaste. Em 1998, a área protegida foi designada como área de conservação paisagística.